# 西宮市消防局
西宮市消防局（にしのみやししょうぼうきょく）は、兵庫県西宮市の消防部局（消防本部）。

## 沿革
- 1948年3月7日 官設消防より、西宮市消防本部および西宮市消防署を開設する。
- 1951年4月1日 武庫郡鳴尾村の編入合併に伴い、鳴尾村消防本部を西宮市消防本部と統合のうえ、鳴尾消防署に改称し、2署体制となる。西宮市消防署を西宮消防署に改称する。
- 1956年9月 鳴尾消防署が新築のうえ移転する。
- 1960年2月 西宮消防署に救急車を配備し救急業務を開始する。
- 1966年1月 消防本部及び西宮消防署新庁舎が竣工する。
- 1969年4月1日 甲東消防署を開設し、3署体制となる。
- 1971年4月 北分署を開設する。
- 1975年10月11日 西宮市消防局に改称する。
- 1984年10月1日 北分署が北消防署に昇格し、4署体制となる。
- 1988年4月 西宮市消防音楽隊が発足する。
- 1988年10月1日 瓦木消防署を開設する。甲東消防署は瓦木消防署甲東分署となる。
- 1991年4月20日 北消防署が新築のうえ移転する。
- 1996年4月22日 現在地に消防局新庁舎が竣工する。

## 組織
- 本部
  - 総務部 - 総務課、企画課
  - 警防部 - 予防課、指令課、警防課、救急課
- 消防署

## 主力機械
2023年4月1日現在
- 消防ポンプ車：10
- 水槽付ポンプ車：10
- はしご車：4
- 化学車：2
- 救助工作車：4
- 活動支援車：16
- 救急車：14
- 司令車：1
- 指揮車：2
- 指揮広報車：3
- 査察広報車：8
- 人員搬送車：2
- 防火指導車：1
- 連絡車：3
- 合計：80

## 消防署
| 消防署     | 住所           | 分署                     | 出張所 |
| ---------- | -------------- | ------------------------ | ------ |
| 西宮消防署 | 津門大塚町1-32 | 北夙川：松風町4-4        | なし   |
| 鳴尾消防署 | 古川町2-12     | 浜:西宮浜3丁目5番地      | なし   |
| 瓦木消防署 | 高木東町15-11  | 甲東：上甲東園2-11-66    | なし   |
| 北消防署   | 名塩新町7-1    | 山口：山口町下山口4-1-20 | なし   |

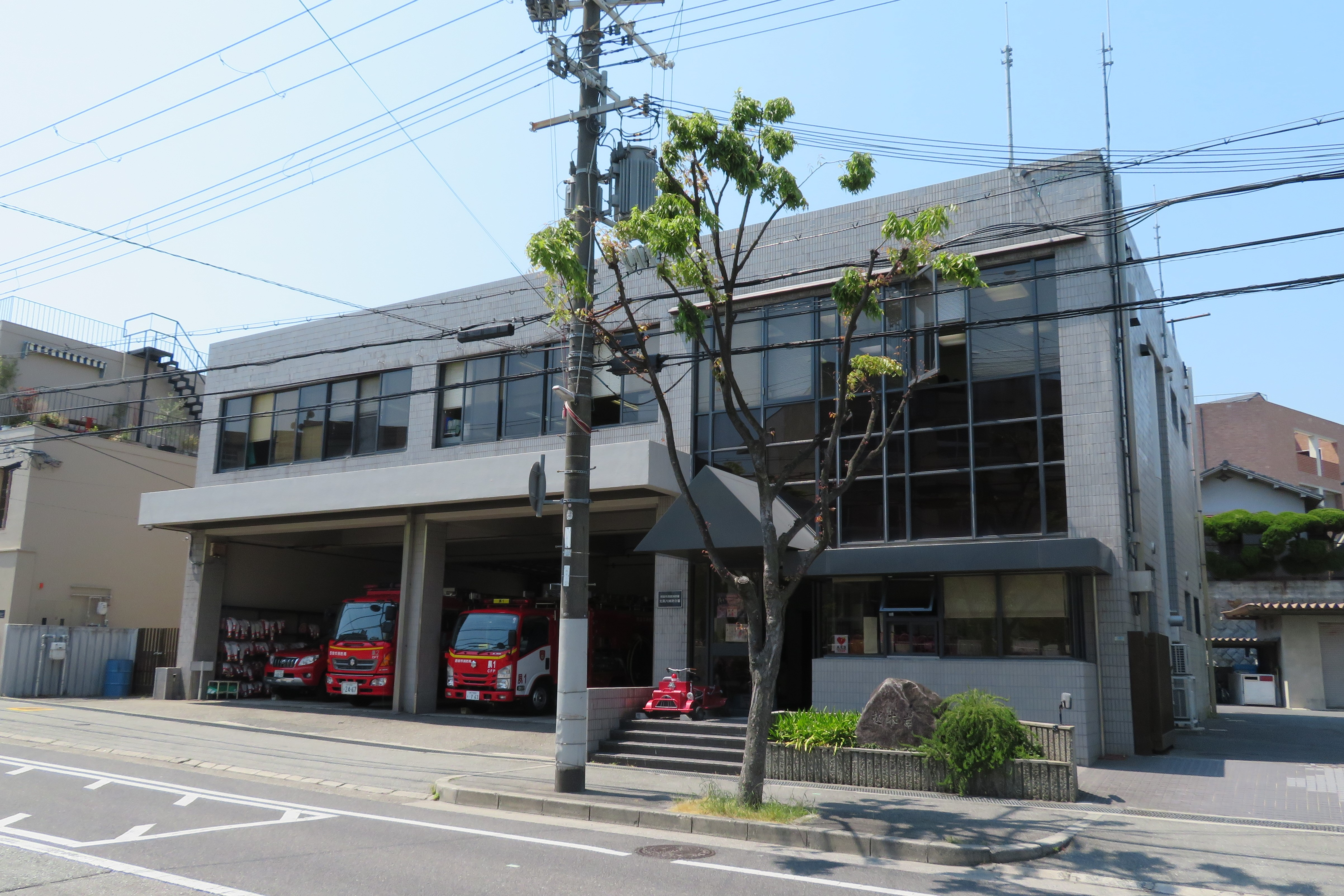
北夙川分署
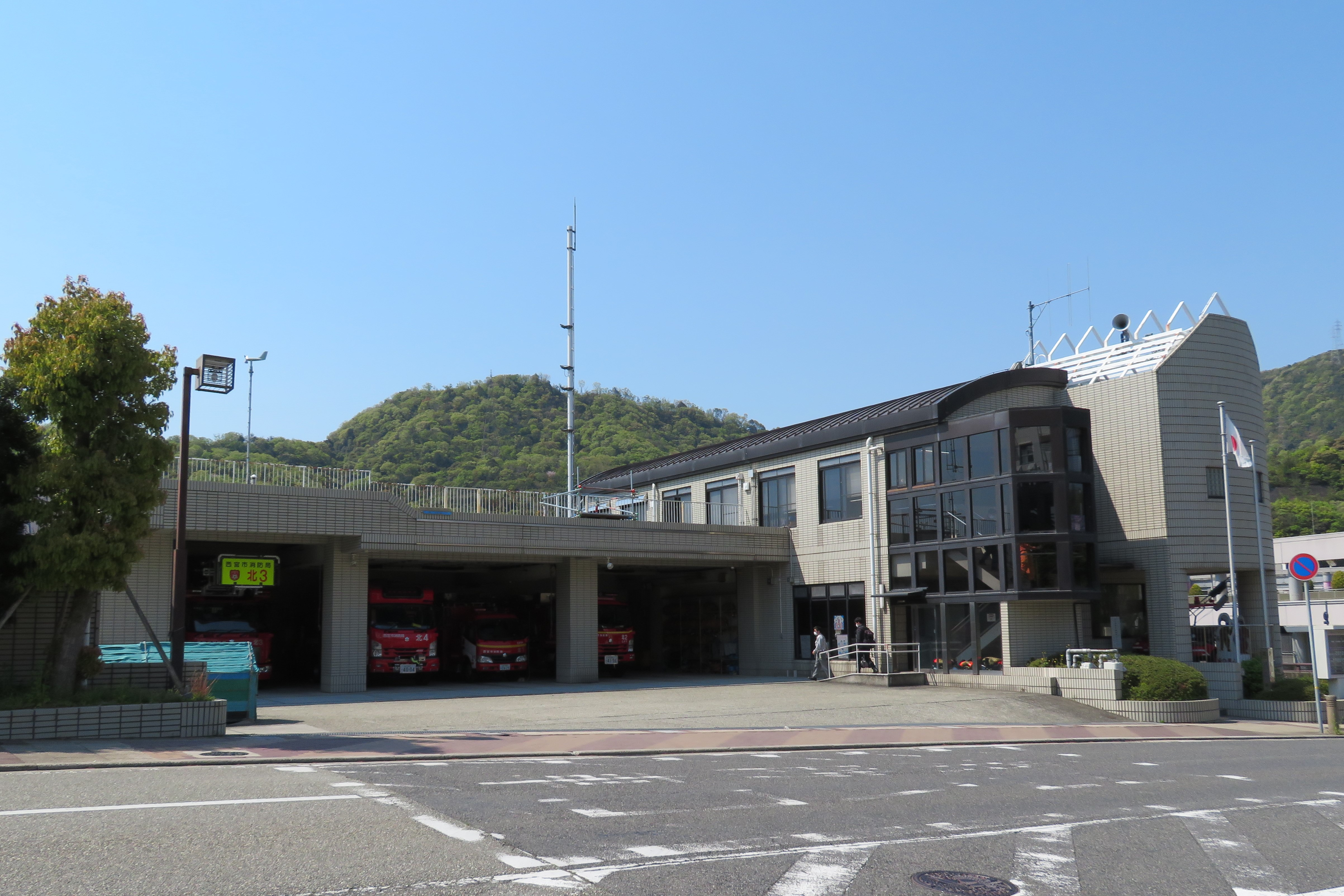
北消防署